# دار أوبرا كوبنهاغن
دار أوبرا كوبنهاغن

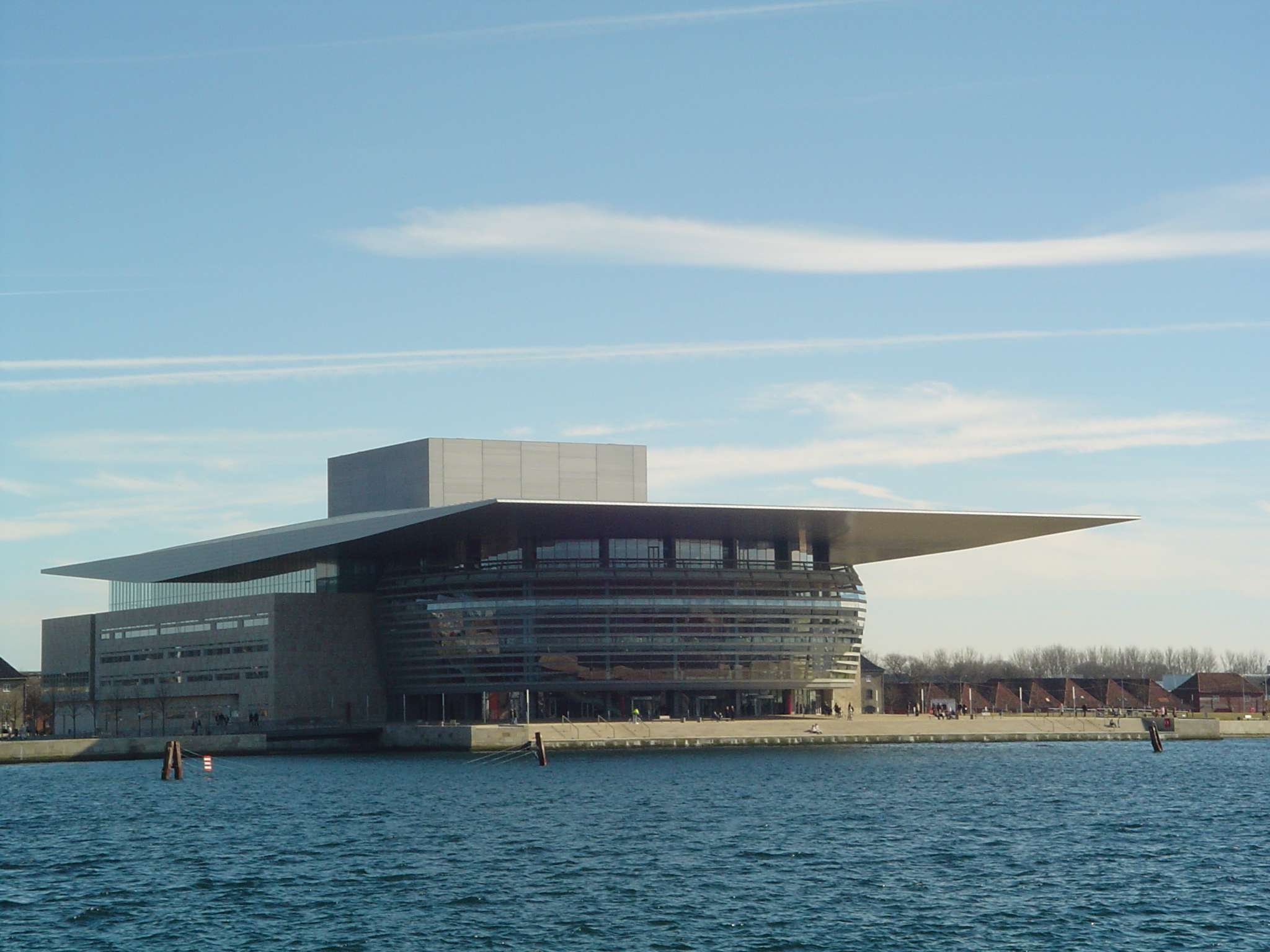
بناية الأوبرا من الخارج

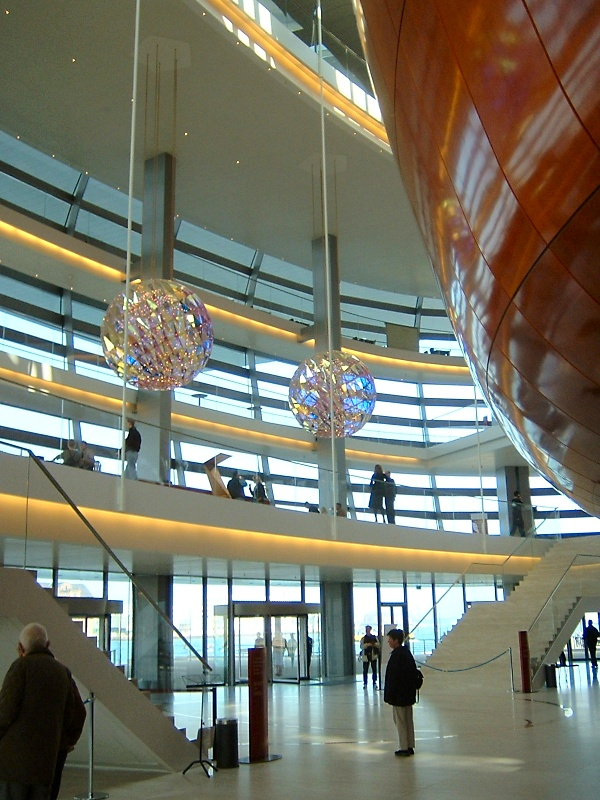
الحي

وقع تدشينها يوم 15 جانفي 2005، وقد قام بتصميمها المهندس المعماري الدانمركي هنينغ هانس (Henning Larsen)، وهي مهداة إلى ملكة الدانمارك مارغريت الثانية.
- وقع بناؤها في مقابل قصر الملكة فيما بين 2001 و2005.
- تمسح دار أوبرا كوبنهاغن 41 ألف متر مربع. ولها من الارتفاع 38 متر. وقد كلفت رجل الأعمال ميرسك مولر وهو المتبرع للمشروع بما يقارب 2.5 مليار كرونة دانماركية أي ما يساوي 336 مليون يورو , فأُعتبرت من أغلى دور الأوبرا التي دُشنت في العالم.